# Novodniprovka, Zaporijjea
Novodniprovka (în ucraineană Новодніпровка) este un sat în comuna Vesele din raionul Zaporijjea, regiunea Zaporijjea, Ucraina.

## Demografie
Componența lingvistică a localității Novodniprovka
     Ucraineană (96,55%)
     Rusă (3,45%)
Conform recensământului din 2001, majoritatea populației localității Novodniprovka era vorbitoare de ucraineană (96,55%), existând în minoritate și vorbitori de rusă (3,45%).